# Puteum aureo

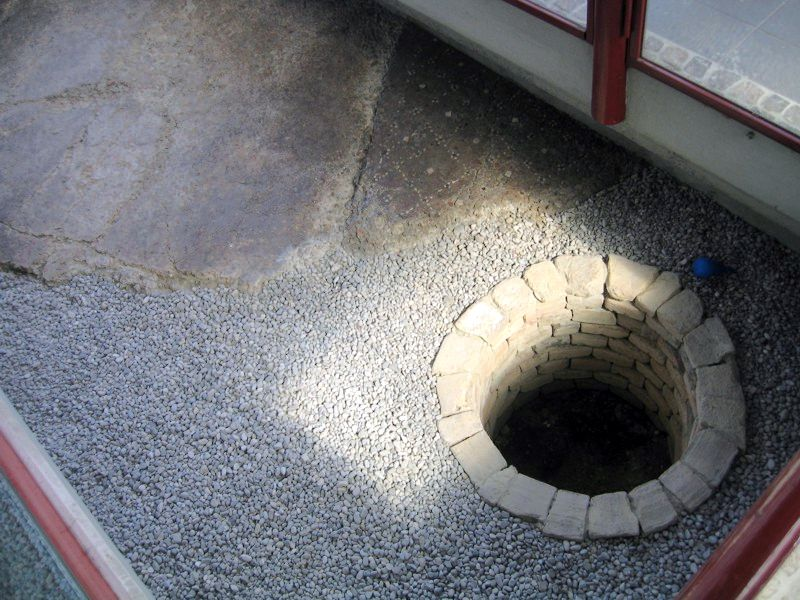
Pozzo di epoca romana - Città di Oderzo.

Puteum aureo ("pozzo aureo" in latino) o pozzo d'oro o pozzo del tesoro, è un leggendario pozzo in cui sarebbero stati nascosti nel 452 d.C. tutti i tesori della città di Aquileia sotto l'Impero Romano per evitarne la cattura da parte di Attila che stava avanzando con le sue orde.
Vi sono varie citazioni storiche e una lunga tradizione sulle possibili sorti toccate al tesoro. Storicamente, esso non venne mai rinvenuto e ancora oggi, nei contratti di compravendita dei terreni nella città di Aquileia, è regola inserire una voce che fa riferimento proprio al tesoro e a eventuali rivalse del precedente proprietario nel momento della sua scoperta. Il fatto che storie simili siano però raccontate in altre città di fondazione romana del nord Italia prova forse l'inconsistenza storica di questa leggenda. Per esempio, anche nella città di Oderzo, anch’essa saccheggiata dagli Unni di Attila intorno al 452, fino alla fine della Seconda guerra mondiale, nei contratti di vendita dei terreni era solitamente inserita una clausola, la ius putei, la quale prevedeva che nel caso scavando fosse tornato alla luce il tesoro, questo sarebbe spettato di diritto al vecchio proprietario.
Le tradizioni e le leggende raccontano che fra i preziosi che compongono questo enorme tesoro vi sia custodito anche una preziosa reliquia, ovvero la coppa da cui bevette Cristo nell'Ultima Cena ed in cui secondo tradizione fu raccolto il suo sangue durante la crocefissione. Le leggende narrano che il segreto della sua collocazione è stato custodito da sempre dai Patriarchi di Aquileia, e sarebbe all'origine dell'enorme prestigio e potere del patriarcato.

## Leggenda
Tra il 33 e il 40 d.C. Giuseppe d'Arimatea, all'incirca venticinquenne, raccolse il sangue del Cristo accostando la coppa al suo corpo: la reliquia, benedetta dal sangue del Salvatore, divenne subito oggetto di venerazione.
Il periodo che seguì alla morte di Gesù fu tuttavia denso di pericoli per la comunità cristiana che, lentamente, si stava formando. I primi cristiani, infatti, non erano ben visti dagli ebrei perché a dir loro blasfemi e seguaci di un falso profeta; d'altro canto, erano poco tollerati anche dalle truppe romane che mal sopportano chi sembrava inneggiare ad un liberatore in terre già scosse da continue ribellioni. Tra il 40 e il 50 d.C. inizia così la diaspora dei protocristiani: l'Italia, centro del mondo allora conosciuto, poteva giovarsi di collegamenti con qualunque porto del Mediterraneo e costituiva, per tal ragione, un punto di passaggio obbligatorio per le migliaia di fedeli cristiani desiderosi di iniziare una nuova vita in altre terre.
Pertanto, fra il 34 ed il 41 d.C. Giuseppe si imbarcò per l'Italia, scegliendo come approdo il porto Aquileia, fra i più decentrati e con possibili vie di fuga verso i vicini confini. Giunto a destinazione questi comprese d'aver fatto la scelta migliore per sé e per il suo prezioso carico, essendo le formalità doganali e i controlli di un porto di confine ridotti al minimo, pur essendo fra le più grandi città dell'Impero e del mondo: ciò, oltre ad offrirgli un rifugio sicuro, gli diede l'opportunità di creare in quel nuovo ambiente le basi per una prima comunità.